# Polypaecilum insolitum
Polypaecilum insolitum är en svampart som beskrevs av G. Sm. 1961. Polypaecilum insolitum ingår i släktet Polypaecilum och familjen Thermoascaceae.   Inga underarter finns listade i Catalogue of Life.